# Méry-la-Bataille
 Méry-la-Bataille (bis 1932 lediglich Méry) ist eine französische Gemeinde mit 612 Einwohnern (Stand 1. Januar 2022) im Département Oise in der Region Hauts-de-France. Sie gehört zum Arrondissement Clermont und zum Kanton Estrées-Saint-Denis.

## Lage
Die Gemeinde Méry-la-Bataille liegt auf einem waldarmen Plateau zwischen den Flusstälern von Avre im Norden und Aronde im Süden, 19 Kilometer nordwestlich von Compiègne. Auf dem kalkhaltigenBoden des Gemeindegebietes gibt es keine oberirdischen Fließgewässer. Begrenzt wird Méry-la-Bataille von den Nachbargemeinden Courcelles-Epayelles im Norden, Mortemer und Lataule im Nordosten, Belloy im Osten, Neufvy-sur-Aronde im Südosten, Wacquemoulin im Süden, Ménévillers im Südwesten, Montgérain im Westen sowie Tricot im Nordwesten.

## Bevölkerungsentwicklung
| Jahr                       | 1962 | 1968 | 1975 | 1982 | 1990 | 1999 | 2006 | 2012 | 2021 |
| -------------------------- | ---- | ---- | ---- | ---- | ---- | ---- | ---- | ---- | ---- |
| Einwohner                  | 524  | 504  | 514  | 496  | 509  | 531  | 611  | 620  | 620  |
| Quellen: Cassini und INSEE |      |      |      |      |      |      |      |      |      |

## Sehenswürdigkeiten
- Kirche Notre-Dame
- Kapelle Notre-Dame
- französischer Soldatenfriedhof (Nécropole nationale)

Soldatenfriedhof

- Wasserturm